# Długoszyj piłkowany
Długoszyj piłkowany (Tayloria serrata (Hedw.) Bruch & Schimp.) – gatunek mchu należący do rodziny podsadnikowatych (Splachnaceae Grev. & Arn.). W Polsce rzadki, objęty ochroną.

## Rozmieszczenie geograficzne
Najczęściej występujący gatunek z rodzaju Tayloria. Występuje głównie w Europie, najbardziej pospolity jest w całej Fennoskandii i w Alpach (do wys. 2600 m n.p.m.). Poza Europą gatunek stwierdzano w Ameryce Północnej (m.in. we wschodniej Kanadzie), w Azji (bardzo rzadko) oraz w Afryce (w wysokich położeniach górskich – na Ruwenzori rośnie na wys. 3500 m n.p.m. – jest to najwyżej położone stanowisko T.serrata). W Polsce jest rzadkim gatunkiem górskim (Sudety, Karpaty Zachodnie). W Tatrach gatunek był stwierdzany na wysokości od 830 do 1890 m n.p.m. Poza górami rośnie w kilku reliktowych miejscach na niżu (Polska Środkowa i Północna).

## Morfologia
PokrójDarnie dość gęste, zielone.
Budowa gametofituŁodyżka o wysokości 0,5–3 cm, u dołu okryta czerwonobrązowymi chwytnikami. Listki jajowato-łopatkowate, najszersze w pobliżu środka, zbiegające w krótki kończyk. Żebro najczęściej kończy się przed szczytem listka.
Budowa sporofituPuszka o dług. 3 mm, brązowa, z purpurowym perystomem. Seta o długości ok. 3 cm, żółtoczerwona.

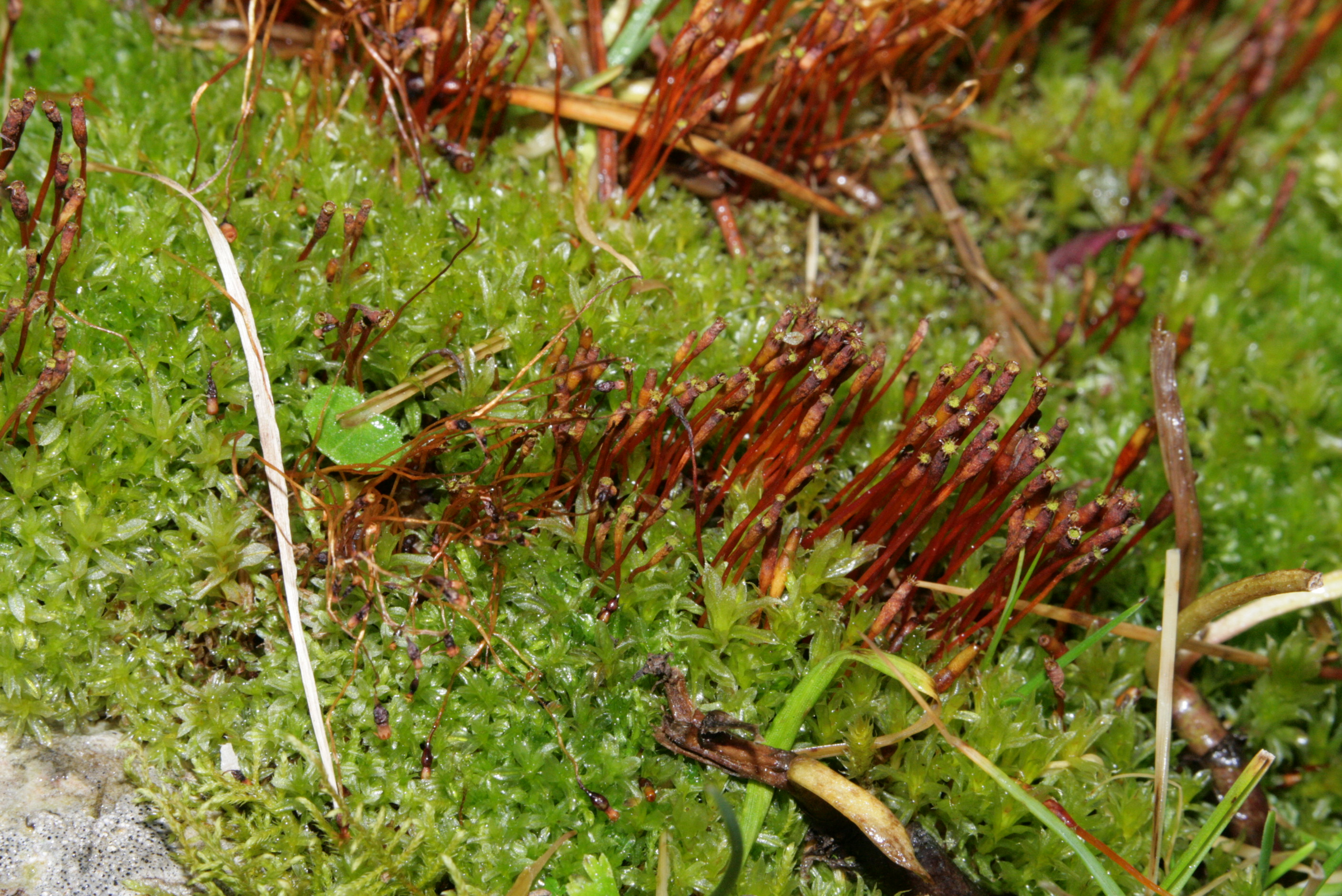
Pokrój
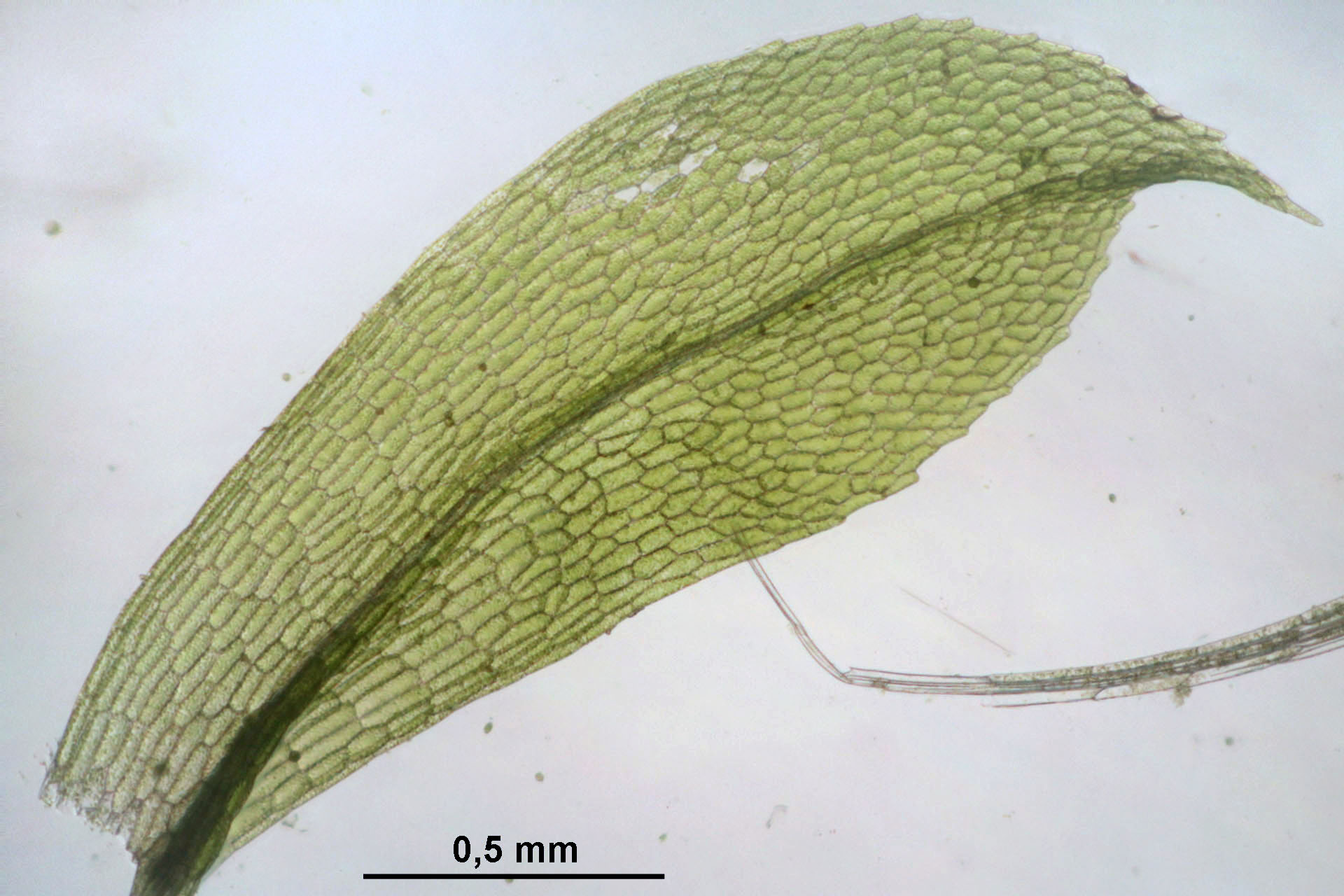
Listek
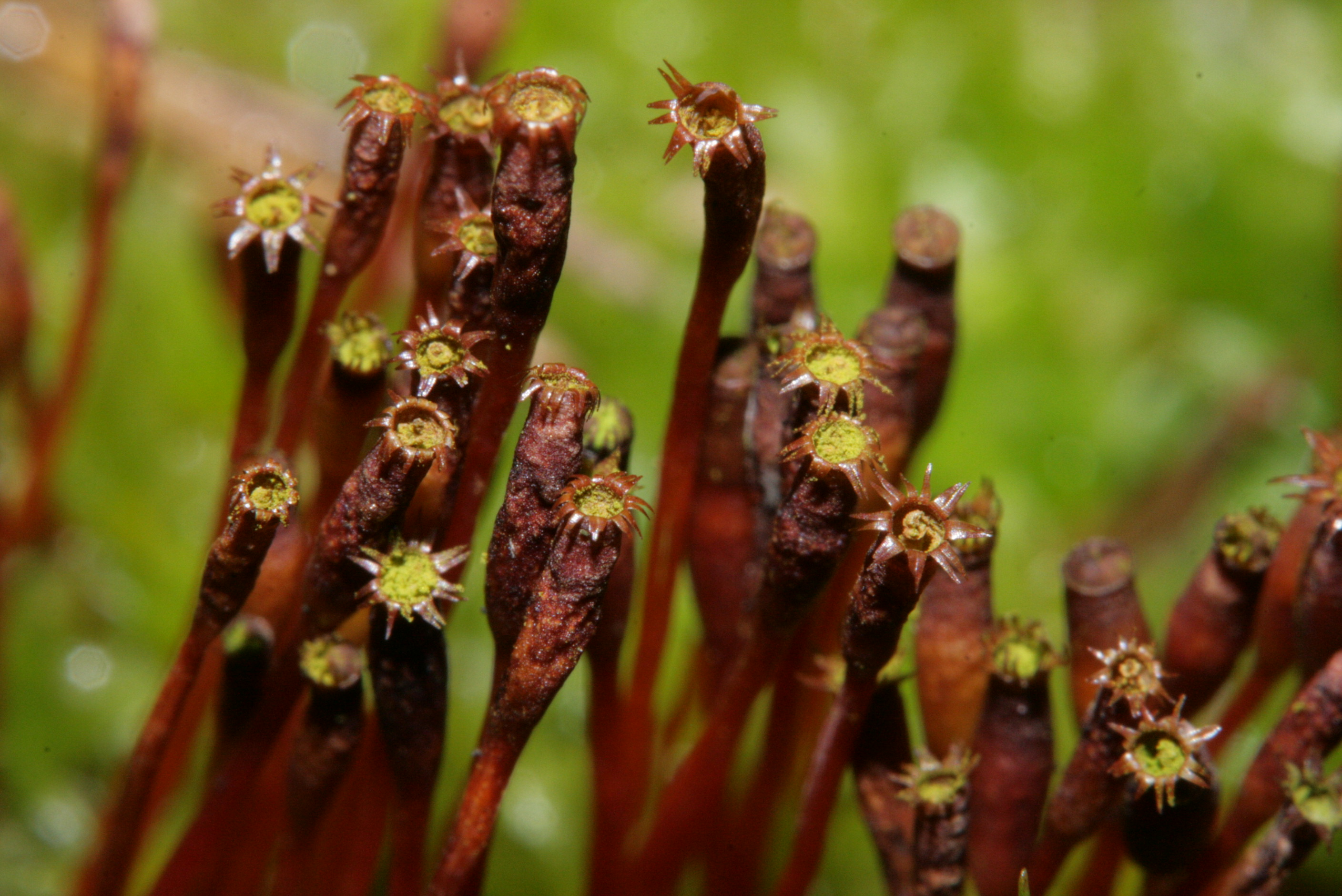
Puszki
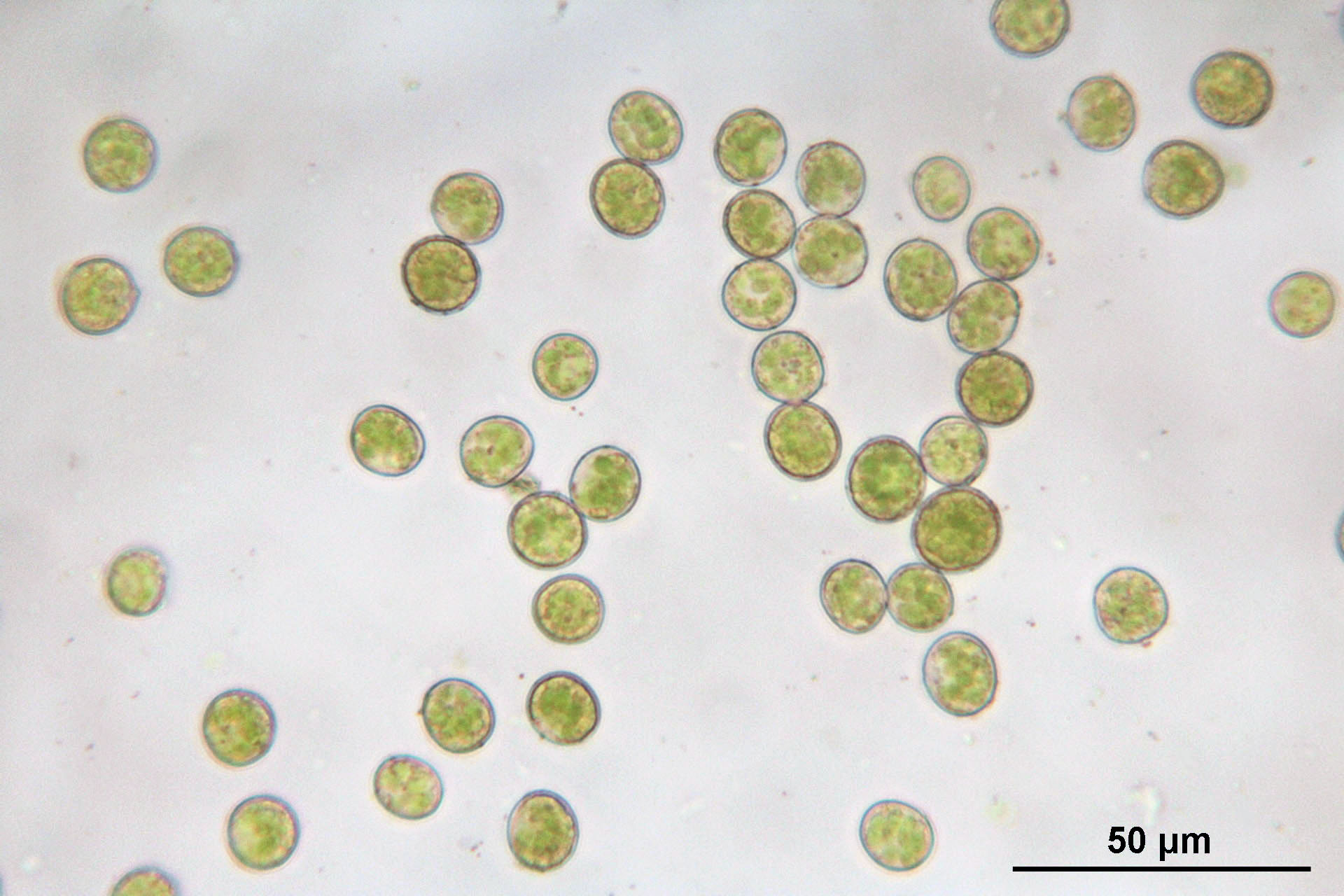
Zarodniki

## Ekologia
Rośnie w miejscach wilgotnych i zacienionych, na podłożu organicznym pochodzenia zwierzęcego (miejsca przesiąknięte odchodami przeżuwaczy) oraz na rozkładających się roślinach (niekiedy na humusie) i na gnijących pniakach.

## Ochrona
W latach 2004–2014 roślina objęta w Polsce ochroną ścisłą, od 2014 r. znajduje się pod ochroną częściową.